# NGC 283

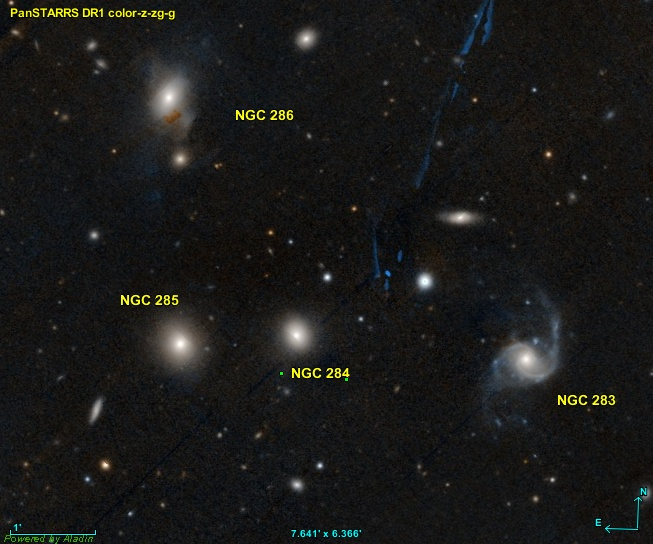
NGC 283, 284, 285 et 286 sont dans la même région du ciel et ces galaxies forment probablement un groupe qui n'est mentionné dans aucune des sources consultées.

NGC 283 est une lointaine et vaste galaxie spirale située dans la constellation de la Baleine.

## Découverte
NGC 283 a été découverte par l'astronome américain Francis Leavenworth en 1886 qui l'a décrite comme extrêmement pâle, petite et ronde, la première de quatre, les autres étant NGC 284, NGC 285 et NGC 286. Ces quatre galaxies sont dans la même région de la sphère céleste et à peu près à la même distance de nous. On en déduit qu'elles constituent probablement un groupe de galaxies, mais ce groupe n'est mentionné par aucun auteur.

## Caractéristiques
Sa vitesse par rapport au fond diffus cosmologique est de 11 825 ± 24 km/s, ce qui correspond à une distance de Hubble de 163 ± 11 Mpc (∼532 millions d'al).
À ce jour, une mesure non basée sur le décalage vers le rouge (redshift) donne une distance d'environ 171,000 Mpc (∼558 millions d'al). Cette valeur est loin à l'extérieur des valeurs de la distance de Hubble, mais compatible avec celle-ci. Notons cependant que c'est avec la valeur moyenne des mesures indépendantes, lorsqu'elles existent, que la base de données NASA/IPAC calcule le diamètre d'une galaxie et qu'en conséquence le diamètre de NGC 283 pourrait être d'environ 76,6 kpc (∼250 000 al) si on utilisait la distance de Hubble pour le calculer.
La classe de luminosité de NGC 283 est III et elle présente une large raie HI.
En raison d'une brillance de surface égale à 14,61 mag/am2, on peut qualifier NGC 283 de galaxie à faible brillance de surface (LSB en anglais pour low surface brightness). Les galaxies LSB sont des galaxies diffuses (D) avec une brillance de surface inférieure de moins d'une magnitude à celle du ciel nocturne ambiant.